# Olios schistus
Olios schistus là một loài nhện trong họ Sparassidae.
Loài này thuộc chi Olios. Olios schistus được Ralph Vary Chamberlin miêu tả năm 1919.